# Raymond Braine
Raymond Braine (Berchem, 28 april 1907 – Antwerpen, 25 december 1978) was een Belgisch voetballer.
Niet alleen scoorde hij 26 keer in 54 interlands voor de Rode Duivels, hij was na de Unionisten Van Hege, Pierard en Tobias, die in 1910 naar AC Milan trokken, tevens een der eerste Belgische spelers die een transfer naar het buitenland verkreeg: de aanvaller verhuisde in 1930 naar Sparta Praag.
Op 26 oktober 1938 was Braine kapitein tijdens de eerste match van het Europees voetbalelftal, de met 3-0 verloren wedstrijd tegen het Engels nationaal team. Braine wordt vaak gezien als de beste Belgische voetballer van het interbellum.

## Carrière
Braine begon zijn carrière bij Beerschot in 1923. Hij speelde in dat seizoen vier wedstrijden en scoorde in elke partij. Beerschot eindigde tweede in de stand. Het jaar daarop was het wel raak. De broers Raymond en Pierre Braine (die ook deel uitmaakte van het team) behaalden toen voor het eerst de kampioenstitel. In 1925, 1926 en 1928 deden ze dat nog eens over.
Hij werd ook tweemaal topschutter in eerste klasse in 1928 en 1929 en scoorde in totaal 214 doelpunten in 288 wedstrijden.
Braine was de eerste Belgische profvoetballer die een transfer naar het buitenland wist te verkrijgen, er waren er zelfs meer dan vijftig hem voor maar niet als professional. De redenen waren eerder economisch dan sportief van aard. In die periode was het Belgische voetbal nog niet betaald, hoewel sommige spelers af en toe weleens een premie kregen. Spelers die die premie niet kregen, openden dan vaak een café. Braine had zich net een kroeg aangeschaft (Café Matador, bij Raymond Braine in de Brederodestraat in Antwerpen), toen de KBVB besliste dat geen enkele speler uit de A-kern van een Belgische voetbalploeg een café mocht uitbaten.
Braine besloot naar het buitenland te trekken. Het Engelse Clapton Orient was lange tijd een optie, maar die transfer viel in het water omdat hij geen werkvergunning kon krijgen. Een jaar later, in 1930, vertrok hij naar Sparta Praag, dat veel geld over had voor het aantrekken van de 26-jarige aanvaller. Bij Sparta Praag won hij nog twee landstitels en werd hij twee keer topscorer (1932 en 1934). Zijn kwaliteiten gingen de toenmalige Belgische bondscoach niet voorbij en Braine verdiende al vlug zijn selectie voor het allereerste wereldkampioenschap in Uruguay (1930), echter als profspeler mocht hij niet mee naar Uruguay (zijn broer Pierre wel als aanvoerder). Acht jaar later speelde Raymond alsnog op het wereldkampioenschap na zijn terugkeer naar Beerschot, maar België werd in de eerste ronde direct uitgeschakeld.
In 1934 probeerden de Tsjechen hem nog te overhalen zich te laten naturaliseren, maar Braine weigerde. Drie jaar later keerde hij terug naar Beerschot en werd er nog twee keer kampioen. In 1938 speelde hij voor België nog mee op het WK.
In 1940 speelde Braine een rolletje in de Vlaamse langspeelfilm Wit is troef van Jan Vanderheyden. Tijdens de Tweede Wereldoorlog speelde hij nog één seizoen (als verdediger) bij La Forestoise, maar na 1943 hield hij het voor bekeken.
Raymond Braine overleed op kerstdag 1978.

## Publicaties
- 'De gedenkschriften van Raymond Braine'. In: Duizend en één match. Uitgeverij Polderman, 17 sept. 1949